# Koevoetmolen
De Koevoetmolen is een watermolen in de tot de Vlaams-Brabantse gemeente Londerzeel behorende plaats Londerzeel Sint-Jozef, gelegen aan de Koevoetmolenstraat 8.
Deze watermolen op de Kleine Molenbeek was een dubbelmolen die fungeerde als korenmolen en oliemolen, waarbij de korenmaalderij in Sint-Jozef en de oliestamperij op de tegenoverliggende oever te Malderen was gelegen.

## Geschiedenis
Vermoedelijk werd op deze plaats omstreeks 1390 een watermolen gebouwd. De benaming is een verbastering van koevoorde (doorwaadbare plek voor vee). In 1781 was er op de linkeroever een korenmolen en een boekweitmolen en op de tegenoverliggende zijde een smoutmolen, waar lijnzaad werd geperst. Deze zou in 1757 zijn opgericht om in 1912 te stoppen. In het gebouw kwam een stoommachine die, met een over de beek aangebrachte as, de korenmaalderij aandreef. In 1913 werd in de korenmole een turbine. Later werd een dieselmotor geplaatst en in 1940 werd een elektromotor aangeschaft.
In 1961 werd het bedrijf gestaakt en rond deze tijd werd ook het waterrad verwijderd. In het korenmolenhuis zijn nog drie verschillende aandrijfmethoden bewaard gebleven: met waterrad, met turbine en met dieselmotor.
De oliemolen is geheel verdwenen op een sluis na.
- Inventaris van het Bouwkundig Erfgoed (Vlaanderen): 40070